# Heartbreak Weather
Heartbreak Weather es el segundo álbum de estudio del cantante y compositor irlandés Niall Horan. Se lanzó el 13 de marzo de 2020, a través de Capitol Records.

## Antecedentes
En junio de 2019, Horan comentó a sus fanáticos que escucharían nueva música de él para fin de año. A principios de septiembre, publicó en línea que estaba «escuchando canciones de mi nuevo disco y estoy muy emocionado de comenzar». Anunció formalmente el primer sencillo de su nuevo álbum «Nice to Meet Ya» en las redes sociales el 26 de septiembre de 2019, publicando su portada y escribiendo «Después de casi 2 años desde Flicker, estoy listo para volver a comenzar».
Horan anunció el álbum el 7 de febrero de 2020 junto con el lanzamiento del tercer sencillo «No Judgment», y declaró en un comunicado de prensa que con el álbum quería «contar la historia que estaba en mi cabeza, con suerte guiar a la gente por el camino de la narración de historias» [...] «Quería escribir canciones de diferentes lados o de alguien más mirando».

## Recepción crítica
Chris DeVille, escribiendo para Stereogum, calificó el álbum como «mucho mejor» que su álbum debut de 2017 Flicker, y comentó que la escritura, producción y actuación de Heartbreak Weather representaban «una actualización» del cantante. Ella Kemp de NME llamó al álbum «una mezcla»  y sintió que había «una gran voz decepcionada por algunas canciones que no son buenas», escribiendo que «su paisaje lírico es algo más delgado y la producción aún más impenetrable». Terminó su crítica felicitando su voz «increíble y convincente» y diciendo que el álbum «no es una causa totalmente perdida, sino una base para construir un futuro más inspirador de todos modos». Mark Kennedy de Associated Press llamó al álbum una «colección brillante en general» y opinó que Horan hizo «14 pistas perfectamente bien» y que «de ninguna manera es un desastre».  Mike Wass, escribiendo para Idolator, comentó que el disco «podría ser el primer álbum de ruptura del pop y que no hay depresión de segundo año», mientras lo llama «una colección ganadora de canciones de amor desde múltiples perspectivas con muy pocos saltos».
Quinn Moreland, escribiendo para Pitchfork, sintió que Horan «gasta demasiado los conceptos de composición para sentirse distinto», pero complementaba la canción final del álbum, «Still» llamándolo el momento más real y crudo del disco y una pequeña prueba de que Horan tiene el potencial para hacerlo».

## Recepción comercial
Heartbreak Weather debutó en la cima de la lista de álbumes de Irlanda y en la lista de álbumes del Reino Unido. También se ubicó la ubicación número cuatro en el Billboard 200 de Estados Unidos, con 59.000 unidades equivalentes a álbumes, incluidas 42.000 ventas de álbumes puros.

## Promoción

### Sencillos
El sencillo principal del álbum, «Nice to Meet Ya» se lanzó a través de Capitol el 4 de octubre de 2019. La canción entró en muchas listas oficiales en todo el mundo, incluyendo el número siete en la lista de sencillos de Irlanda, y en la posición veintidós en la lista de sencillos del Reino Unido. En Estados Unidos alcanzó la ubicación sesenta y tres en el Billboard Hot 100. El segundo sencillo, «Put a Little Love on Me» el 6 de diciembre de 2019. La canción entró en la lista de singles Irlanda y Escocia alcanzando el número treinta y dos y treinta y ocho respectivamente.
Junto con el anuncio del álbum, se estrenó el 7 de febrero de 2020, el tercer sencillo «No Judgment». La canción se comparó con el sencillo de 2017 «Slow Hands», el tema entró en la lista Billboard Hot 100 y en la lista de sencillos del Reino Unido, alcanzando el número noventa y siete y treinta y dos respectivamente. La canción también recibió un remix con Steve Void y una versión acústica. La canción principal del álbum, «Heartbreak Weather», se lanzó como el cuarto sencillo del álbum el 13 de marzo de 2020, junto con el estreno oficial del material.

## Lista de canciones
Créditos adaptados de Apple.

| N.º   | Título                    | Escritor(es)                                                     | Productor(es)               | Duración |  |
| 1.    | «Heartbreak Weather»      | Niall Horan, Julian Bunetta, Jamie Scott y John Ryan             | Bunetta                     | 3:20     |  |
| 2.    | «Black and White»         | Horan, Bunetta, Teddy Geiger, Alexander Izquierdo y Scott Harris | Bunetta y Geiger            | 3:13     |  |
| 3.    | «Dear Patience»           | Horan, Ryan, Bunetta, Harris y Geiger                            | Afterhrs y Ryan             | 3:14     |  |
| 4.    | «Bend the Rules»          | Horan, Bunetta, Ryan y Tobias Jesso Jr.                          | Bunetta                     | 3:54     |  |
| 5.    | «Small Talk»              | Horan, Daniel Bryer, Scott, Noah Conrad y Mike Needle            | Bryer, Scott y Conrad       | 3:17     |  |
| 6.    | «Nice to Meet Ya»         | Horan, Bunetta, Ruth-Anne Cunningham y Jesso Jr.                 | Bunetta                     | 2:38     |  |
| 7.    | «Put a Little Love on Me» | Horan, Bryer, Scott y Needle                                     | Scott y Bryer               | 3:44     |  |
| 8.    | «Arms of a Stranger»      | Horan, Scott, Bryer y Needle                                     | Greg Kurstin                | 2:40     |  |
| 9.    | «Everywhere»              | Horan, Ryan, Bunetta, Harris e Izquierdo                         | Ryan                        | 2:48     |  |
| 10.   | «Cross Your Mind»         | Horan, Ryan, Geiger, Izquierdo y Harris                          | Bryer y Geiger              | 3:48     |  |
| 11.   | «New Angel»               | Horan, Greg Kurstin, Maureen McDonald y Amy Allen                | Kurstin                     | 3:09     |  |
| 12.   | «No Judgement»            | Horan, Bunetta, Jesso Jr., Izquierdo y Ryan                      | Bunetta y Jesso Jr.         | 2:56     |  |
| 13.   | «San Francisco»           | Horan, Bunetta, Cunningham y Jesso Jr.                           | Bunetta, Geiger y Jesso Jr. | 3:12     |  |
| 14.   | «Still»                   | Horan, Bryer, Scott y Needle                                     | Bryer y Scott               | 4:11     |  |
| 46:04 |                           |                                                                  |                             |          |  |

| Heartbreak Weather Target exclusive bonus tracks |           |                                  |                                  |          |  |
| N.º                                              | Título    | Escritor(es)                     | Productor(s)                     | Duración |  |
| 15.                                              | «Dress»   | Horan, Kurstin y Julia Michaels  | Kurstin                          | 3:26     |  |
| 16.                                              | «Nothing» | Horan, Bunetta, Ryan y Jesso Jr. | Bunetta, Jesso y Jr.Jeff Gunnell | 2:45     |  |
| 52:15                                            |           |                                  |                                  |          |  |

## Posicionamiento en listas
| Listas (2020)                          | Mejor posición |
| -------------------------------------- | -------------- |
| Alemania (Media Control Charts)        | 5              |
| Australia (ARIA)                       | 2              |
| Austria (Ö3 Austria Top 40)            | 3              |
| Bélgica (Ultratop) Flanders            | 4              |
| Bélgica (Ultratop) Wallonia            | 24             |
| Canadá Álbumes (Billboard)             | 6              |
| Dinamarca (Hitlisten)                  | 14             |
| Escocia (OCC)                          | 3              |
| España (PROMUSICAE)                    | 4              |
| Estados Unidos (Billboard 200)         | 4              |
| Estados Unidos (Rolling Stone Top 200) | 4              |
| Estonia (Eesti Ekspress)               | 4              |
| Finlandia (Suomen virallinen lista)    | 15             |
| Irlanda (IRMA)                         | 1              |
| Italia (FIMI)                          | 32             |
| Japón (Oricon)                         | 87             |
| México (AMPROFON)                      | 1              |
| Francia (SNEP)                         | 73             |
| Noruega (VG-lista)                     | 8              |
| Nueva Zelanda (RMNZ)                   | 4              |
| Países Bajos (Album Top 100)           | 4              |
| Polonia (ZPAV)                         | 7              |
| Portugal (AFP)                         | 4              |
| Reino Unido (Official Charts Company)  | 1              |
| República Checa (ČNS IFPI)             | 32             |
| Suecia (Sverigetopplistan)             | 21             |
| Suiza (Schweizer Hitparade)            | 10             |

## Historial de lanzamiento
| País   | Fecha               | Formato                              | Discográfica             | Ref                         |
| ------ | ------------------- | ------------------------------------ | ------------------------ | --------------------------- |
| Varios | 13 de marzo de 2020 | CD, descarga digital, LP y streaming | Neon Haze, Capitol y SBK | [ 55 ] [ 56 ] [ 57 ] [ 58 ] |